# Nerudia
Genre
Nerudia est un genre d'araignées aranéomorphes de la famille des Pholcidae.

## Distribution
Les espèces de ce genre se rencontrent en Argentine et au Chili.

## Liste des espèces
Selon World Spider Catalog (version 24.5, 06/08/2023) :
- Nerudia atacama Huber, 2000
- Nerudia centaura Huber, 2023
- Nerudia colina Huber, 2023
- Nerudia flecha Huber, 2023
- Nerudia guirnalda Huber, 2023
- Nerudia hoguera Huber, 2023
- Nerudia nono Huber, 2023
- Nerudia ola Huber, 2023
- Nerudia poma Huber, 2023
- Nerudia rocio Huber, 2023
- Nerudia trigo Huber, 2023

## Systématique et taxinomie
Ce genre a été décrit par Huber en 2000 dans les Pholcidae.

## Étymologie
Ce genre est nommé en l'honneur de Pablo Neruda.

## Publication originale
- Huber, 2000 : « New World pholcid spiders (Araneae: Pholcidae): A revision at generic level. » Bulletin of the American Museum of Natural History, no 254, p. 1-348 (texte intégral).